# NGC 1058
NGC 1058 (również PGC 10314 lub UGC 2193) – galaktyka spiralna (Sc), znajdująca się w gwiazdozbiorze Perseusza. Odkrył ją William Herschel 17 stycznia 1787 roku.
W galaktyce tej zaobserwowano supernowe SN 1961V, SN 1969L i SN 2007gr.